# Carmen (película de 2022)
Carmen es una película musical francesa de drama de 2022, dirigida por Benjamin Millepied en su debut como director de largometrajes a partir de un guion de Alexander Dinelaris Jr., Loïc Barrère y Millepied de una historia de Millepied y Barrère. La película tuvo su estreno mundial en el Festival Internacional de Cine de Toronto el 11 de septiembre de 2022. Su estreno en Francia está previsto para el 14 de junio de 2023 por Pathé Distribution.
Aunque se describe como la versión de Millepied de la ópera de Bizet del mismo nombre, se trata de "una completa reinvención" que ignora el argumento y el escenario de la ópera; todo lo que queda son "letras seleccionadas" del libreto de la ópera cantadas en el francés original por un coro como fondo de una escena entre los dos protagonistas. La película cuenta con una partitura original compuesta por Nicholas Britell y canciones escritas y compuestas por Brittell, Julieta Venegas, Taura Stinson y Tracy "The DOC" Curry.

## Premisa
Carmen huye del desierto mexicano, es rescatada por Aidan, y juntos luchan por evadir a las autoridades mientras se dirigen a Los Ángeles.

## Reparto
- Melissa Barrera como Carmen
- Paul Mescal como Aidan
- Rossy de Palma como Masilda
- Tracy 'The D.O.C.' Curry
- Elsa Pataky como Gabrielle
- Richard Brancatisano como Pablo
- Nicole da Silva como Julieanne
- Tara Morice como Marie
- Benedict Hardie como Mike
- Kaan Guldur como Robertico
- Ryan Oliver Gelbart como Jimmy
- Pip Edwards como Nancy Ann
- Corey London como Zayn

## Producción
En mayo de 2017, Benjamin Millepied se disponía a debutar como director de largometrajes con la versión cinematográfica de Carmen para el capítulo 2, concebida originalmente como "una reimaginación moderna de una de las óperas más célebres del mundo". Una vez terminada, Millepied reconoció que su película era menos una adaptación que "una versión de la tragedia de Bizet desde un universo paralelo". fr y Millepied escribirán el guion. En mayo de 2019, Sony Pictures Classics adquirió los derechos de distribución de la película y Nilo Cruz escribirá el guion. En noviembre de 2020, Alexander Dinelaris Jr.  se reveló que había coescrito el guion con Millepied y Loïc Barrère.

### Cast
En mayo de 2019, se anunció que Melissa Barrera y Jamie Dornan formaban parte del reparto como Carmen y Aidan, respectivamente. En noviembre de 2020, Paul Mescal sustituyó a Dornan y Rossy de Palma formó parte del reparto de la película.

### Filmación
La fotografía principal comenzó el 18 de enero de 2021 en Australia con Jörg Widmer como director de fotografía, y terminó a principios de marzo de 2021.

## Música
Nicholas Britell compuso la partitura y coescribió las canciones con Julieta Venegas, Taura Stinson y Tracy "The DOC" Curry. Lynn Fainchtein ejerció de productor musical y supervisor musical.

## Estreno
La película tuvo su estreno mundial en el Toronto International Film Festival el 11 de septiembre de 2022. Fue estrenada de forma limitada en cines en los Estados Unidos el 21 de abril de 2023 por Sony Pictures Classics. Su estreno en cines en Francia está previsto para el 14 de junio de 2023 por Pathé Distribution.